# Ochetostoma capense
Ochetostoma capense är en djurart som tillhör fylumet skedmaskar, och som beskrevs av Jones, E.M. och A.C. Stephen 1955. Ochetostoma capense ingår i släktet Ochetostoma och familjen Echiuridae. Inga underarter finns listade i Catalogue of Life.